# Helicopsyche lata
Helicopsyche lata är en nattsländeart som beskrevs av Georg Ulmer 1951. Helicopsyche lata ingår i släktet Helicopsyche och familjen Helicopsychidae. Inga underarter finns listade i Catalogue of Life.